# Mansat-la-Courrière
Mansat-la-Courrière este o comună în departamentul Creuse din centrul Franței. În 2009 avea o populație de 86 de locuitori.

## Evoluția populației
| An        | 1975 | 1982 | 1990 | 1999 | 2006 | 2009 |
| --------- | ---- | ---- | ---- | ---- | ---- | ---- |
| Populație | 112  | 100  | 100  | 94   | 89   | 86   |